# Nersès Bédros XIX. Tarmouni
Nersès Bédros XIX. Tarmouni (17. ledna 1940 Káhira - 25. června 2015 Bejrút) byl egyptský kněz Arménské katolické církve a patriarcha Kilíkie.

## Život
Narodil se 17. ledna 1940 v Káhiře jako pátý z osmi dětí. Své základní a středoškolské vzdělání získal na Les Collèges des Frères des Écoles Chrétiennes ve svém rodném městě. Jako velmi mladý cítil povolání ke kněžství a roku 1958 byl poslán do Collège Pontifical Léonien Arménien de Rome kde na Papežské Gregoriánské univerzitě studoval filosofii a teologii. Na kněze byl vysvěcen 15. srpna 1965 biskupem Raphaëlem Bayanem. Po vysvěcení sloužil jako kněz farnosti katedrály v Káhiře. V letech 1968-1990 byl knězem farnosti Heliopolis (Káhira) kde povzbuzoval různé náboženské hnutí.
Dne 21. srpna 1989 byl jmenován biskupem Iskanderiye. Biskupské svěcení přijal 18. února 1990 z rukou patriarchy Hovhannèse Bédrose XVIII. Kaspariana a spolusvětiteli byli biskup André Bedoglouyan a biskup Vartan Achkarian.
Dne 7. října 1999 byl Svatým synodem biskupů Arménské katolické církve zvolen novým patriarchou Kilíkie. Dne 13. října 1999 získal od papeže Jana Pavla II. "církevní společenství" (uznání úřadu).
Během šesti šesti let navštívil několik zemí: Austrálii, Polsko, Švédsko, Jordánsko, Ukrajinu, Írán, Sýrii, Izrael, Brazílii, Uruguay a Argentinu.
Zemřel 25. června 2015 v bejrútské nemocnici na srdeční zástavu.